# Juan Rege Corvalán
Juan Rege Corvalán (Mendoza, 1 de febrero de 1787 - Chacay, 11 de junio de 1830) fue un militar y político argentino, gobernador de la provincia de Mendoza y líder del partido federal en esa provincia.
Se enroló joven en las milicias provinciales, ocupando también cargos en el cabildo de la ciudad. Ayudó a formar el Ejército de los Andes, pero no hizo la campaña a Chile, quedando en servicio en la frontera sur de su provincia. Colaboró con el general José Albino Gutiérrez en la lucha contra el exiliado chileno José Miguel Carrera.
Desde 1824 fue miembro de la legislatura, y dos años más tarde presidió el cuerpo. Fue elegido gobernador el 8 de noviembre de 1826, reemplazando a Juan de Dios Correas. Durante su mandato se produjo la sanción de la constitución unitaria, que Corvalán y la mayor parte de sus partidarios rechazó, fundando con Juan Agustín Maza el partido federal mendocino. Firmó el Tratado de Guanacache con las demás provincias de Cuyo, una alianza que incluía el propósito de participar en la guerra del Brasil. Mandó una expedición al mando del coronel José Félix Aldao al sur, logrando la derrota de las tribus indígenas.
Se pronunció contra la revolución de Juan Lavalle en Buenos Aires y le exigió que devolviera el gobierno a la legislatura.
En 1829 se unió al caudillo Facundo Quiroga en su campaña contra la Liga Unitaria dirigida por José María Paz, y le envió sus mejores tropas, al mando de Aldao. Mientras este estaba ausente, los unitarios se rebelaron contra él, dirigidos por Juan Agustín Moyano. Corvalán delegó el mando en el general Rudecindo Alvarado, pero Moyano decidió que su mando había cesado y forzó a Alvarado a unírsele. 
Aldao regresó sin aviso y derrotó a los unitarios en la batalla de Pilar, vengando el asesinato de su hermano. Corvalán asumió nuevamente el poder el 16 de octubre de 1829, y envió otra vez a Aldao junto a Quiroga. Pero este fue derrotado en Oncativo, dejando a Mendoza desarmada. Corvalán al frente del gobierno de Mendoza se dispuso a poner orden y terminar con las consecuencias que había dejado la batalla, crea una comisión encargada de juzgar y dictaminar las penas por robos, hurtos o violación que se cometieran en la provincia. Para prevenir desórdenes que se pudieran cometer por las noches, el gobierno ordenó igualmente que todos los vecinos iluminaran sus casas, prohibió la apertura de las pulperías y venta de vino a los soldados, quedando obligados los pulperos a mantener con luz sus faroles. En pocas semanas reestableció los juzgados de paz y decreto una amnistía general que alcanzó a los antiguos unitarios que habían peleado contra él.
Una poderosa división del ejército unitario, bajo el mando del coronel José Videla Castillo, se dirigió a Mendoza. Corvalán delegó el mando en el exgobernador Pedro Molina el 7 de abril de 1830 y se dirigió a la frontera sur, con la idea de reorganizar allí fuerzas con que defenderse. Los unitarios ocuparon el poder sin demasiada oposición, y Corvalán y sus acompañantes terminaron refugiados en los toldos del cacique Coleto, cerca de Malargüe. Pero éste, que estaba de acuerdo con los hermanos Pincheira, los atacó y mató al gobernador junto a varias decenas de sus acompañantes, entre ellos Juan Agustín Maza, el coronel José Aldao y el ministro García.
| Predecesor: Juan de Dios Correas                     | Gobernador de la Provincia de Mendoza 1824-1826 | Sucesor: Rudecindo Alvarado (militar provisional)             |
| Predecesor: Rudecindo Alvarado (militar provisional) | Gobernador de la Provincia de Mendoza 1829-1830 | Sucesor: Jueces de Primera Instancia de Mendoza (provisional) |